# Open Publication License
Die Open Publication License (OPL) ist eine freie Lizenz für Dokumente.
Sie ist der GNU-Lizenz für freie Dokumentation (GNU FDL oder GFDL) ähnlich, die früher von Wikipedia verwendet wurde. Die OPL erlaubt die Modifikation und Verbreitung von Dokumenten, als Ganzes oder in Teilen, solange die Autoren angegeben werden und der Verweis auf die OPL erhalten bleibt. Die Lizenz wird nicht weiter gepflegt und die Erfinder der Lizenz empfehlen statt ihrer die Creative-Commons-Lizenzen zu verwenden.
Die „Schwesterlizenz“ der OPL ist die OCL (Open Content License), die eher für Programme und Ähnliches gedacht ist (ähnlich wie die GNU General Public License). Beide Lizenzen wurden von dem Open Content Projekt entwickelt.
Siehe auch: Freie Inhalte